# Ayşe Kulin

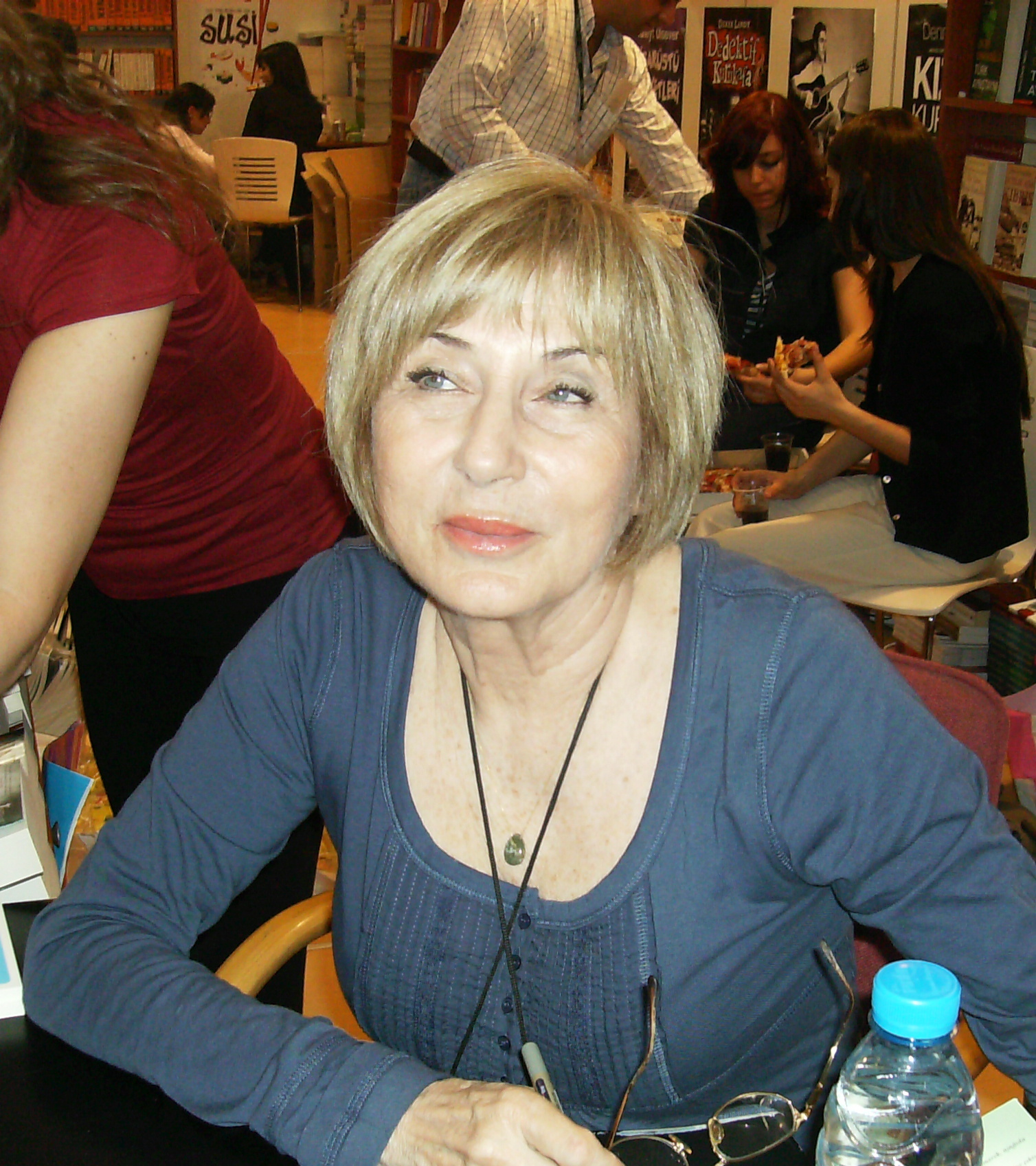
Ayşe Kulin (2008)

Ayşe Kulin (geboren 26. August 1941 in Istanbul) ist eine türkische Journalistin und Schriftstellerin.

## Leben
Ayse Kulin wuchs in einer Beamtenfamilie der türkischen Oberschicht auf. Der Vater, Muhittin Kulin, war ein Bosnier, die Mutter Sitare Hanım, eine Tscherkessin, die noch dem traditionellen osmanischen Verhaltenskodex verpflichtet war.
Kulin besuchte das Gymnasium in Ankara (Ankara Koleji) und studierte am American College for Girls in Istanbul-Arnavutköy (heute: Universität Bosporus) Literaturwissenschaften. Während des ersten Militärputsches am 27. Mai 1960 wurde sie als junge Frau politisch aktiv (siehe: Yassıada-Prozesse). Seit den Achtzigerjahren arbeitet Kulin als Redakteurin und Reporterin für diverse türkische Zeitungen und Zeitschriften, als Filmproduzentin für Fernsehproduktionen, Werbespots und Kinofilme. Sie veröffentlichte über fünfzehn Bücher, von denen vier ins Englische übersetzt wurden. Sie erhielt verschiedene türkische Literaturpreise, so 1995 den Haldun-Taner-Preis und 1996 den Sait-Faik-Literaturpreis. Für ihren autobiografischen Roman Adı Aylin (Ihr Name ist Aylin) wurde sie 1997 von der Universität Istanbul zur Autorin des Jahres gewählt. Im Roman Bir Gün (Ein Tag) thematisiert sie die Kurdenthematik an einer Frauenfreundschaft.
Seit 2007 ist Kulin ehrenamtliche UNICEF-Botschafterin.

## Haltung zum Völkermord an den Armeniern
In einem Interview äußerte Ayse Kulin, dass der Völkermord an den Armeniern nicht mit dem Holocaust verglichen werden könne, da die Türken einen Grund für das „Abschlachten“ der Armenier gehabt hätten, und dass solche Dinge in Zeiten des Krieges passieren könnten. Ihren Äußerungen folgte zeitnah eine Petition, in der zum Boykott ihrer Bücher aufgerufen wird.

## Werk in deutscher Übersetzung
- Der schmale Pfad. Aus dem Türkischen von Angelika Gillitz-Acar und Angelika Hoch. Nachwort von Jens Peter Laut. Unionsverlag, Zürich 2010, ISBN 978-3-293-10018-3.
- als Herausgeberin mit Rita Rosen: Steinmauer und offene Fenster. Erzählungen deutscher und türkischer Autorinnen. Literaturca-Verlag, Frankfurt am Main 2007, ISBN 978-3-935535-12-0.
- Der letzte Zug nach Istanbul. Aus dem Türkischen von Ute Birgi, Verlag Tinte & Feder, Amazon Media, Luxemburg 2015, ISBN 978-1-503-94855-6.